# Ratolí vellutat delicat
El ratolí vellutat delicat (Montemys delectorum) és una espècie de mamífer rosegador de la família dels múrids, l'única del gènere Montemys. Viu a altituds d'entre 1.000 i 2.200 msnm a Kenya, Malawi, Moçambic, Tanzània i Zàmbia. El seu hàbitat natural són els boscos montans humits. Està amenaçat per la desforestació a conseqüència de l'expansió de l'agricultura i la tala d'arbres. El nom genèric Montemys significa ‘ratolí muntanyenc’, mentre que el nom específic delectorum significa ‘de les coses delectables’ en llatí.